# No soy un serial killer
No soy un serial killer (título original en inglés: I Am Not a Serial Killer) es una novela de 2009 de suspenso y acción escrita por Dan Wells. Es la primera entrega de la saga John Cleaver. Su secuela, No soy el señor monstruo (Mr. Monster), fue publicada en 2010 en el Reino Unido. La tercera entrega, No quiero matarte (I Don't Want To Kill You), fue publicada en enero de 2011 en el Reino Unido y en marzo de 2011 en USA. La cuarta entrega, El Único Amigo del Demonio (The Devil's Only Friend), fue publicada en junio de 2015. Y la quinta entrega, Sobre tu Cadáver (Over your Dead Body) fue publicada el 3 de mayo de 2016. La sexta entrega Nothing left to lose fue publicada el 6 de junio de 2017 y ya fue traducida al español.
Wells declaró que escribió el libro con el mismo como la audiencia objetivo, y que, aunque un protagonista adolescente significaría que el libro es "Juvenil", el libro es lo suficientemente "adulto" como para que los mercados lo traten muy diferente: en el Reino Unido es considerada una novela Juvenil, en Alemania es una novela de suspenso adulta, y en USA se lo vende a ambas audiencias.

## Argumento
El libro sigue a John Wayne Cleaver, un sociópata diagnosticado de 15 años que vive sobre la funeraria de su madre. Él teme que está "predestinado" a convertirse en un asesino serial, por lo que vive bajo una serie de reglas diseñadas para mantener sus impulsos homicidas bajo control.  
John pasa cada minuto de su tiempo esperando cuerpos en la funeraria que tiene su familia, ya que es lo único emocionante que sucede en el condado de Clayton. En su escuela, John lleva una ''amistad'' con Max, solo para tener una apariencia de alguien normal. En sus ensayos de Historia, siempre escribe sobre algún asesino serial, y con su reporte de Jeffrey Dahmer, los profesores se alarmaron haciendo que su madre llevara a John con un terapeuta, el doctor Ben Neblin.  
Un día de otoño, camino a la oficina del doctor Neblin, John se desvía para observar la escena de muerte de Jeb. John se encuentra con el área limpia, pero a pesar de aquello, encuentra una mancha oscura en el pavimento: una sustancia más negra y espesa que la sangre. Su curiosidad lo lleva a imaginar a un monstruo grande, hambriento o enojado, pero lleno de ferocidad.  
Cuando este llega a la oficina de su terapeuta, comienzan a platicar sobre las reglas que John mantiene para proteger su entorno y a sí mismo. El doctor Neblin, le comenta sobre los rasgos que tiene: la enuresis, la piromanía y la crueldad animal, rasgos que comparten un gran porcentaje de asesinos seriales, mientras tanto, John le confiesa que visitó la escena de crimen de Jeb Jolley.  
Cuando el cuerpo de Jeb Jolley es enviado a la funeraria, Margaret, la tía de John, se encuentran con la sorpresa de la falta del riñón izquierdo el hombre. Es así, como John descubre que el hombre había sido atacado por un asesino serial, uno que le gustaba coleccionar partes del cuerpo para recordar lo que había hecho.  
John mira en las noticias que el asesino había vuelto a atacar, el reportero infiere sobre una mancha de ''aceite'', como si el motor del vehículo para escapar goteaba, pero John había reconocido esa mancha anteriormente con Jeb Jolley.

## Recepción
Las críticas hacia No Soy un Serial Killer fueron mayormente positivas, aunque muchos lectores indican que el giro drástico que se da a la mitad de la novela "podría desviar a algunos fans del suspenso, quienes prefieren no mezclar géneros". Kirkus Reviews ha elogiado el libro por "su adolescente sociópata completamente creíble (con un corazón de oro),su humor negro, su misterio remachador y sus más que suficientes descripciones sobre el embalsamamiento, que logran poner en un estado delicado a cualquier adolescente, incluso a aquellos que no quieren admitirlo".

## Adaptación Cinematográfica
Billy O'Brien dirigió la adaptación cinematográfica, en la cual sus protagonistas fueron Christopher Lloyd, Max Records y Laura Fraser. El Animador Toby Froud ha hecho el trabajo de diseño para la película, mientras que Robbie Ryan trabajó como director de fotografía.